# شربل كوركيس
شربل كوركيس (بالسويدية: Charbel Georges)‏ هو لاعب كرة قدم سويدي من أصل تركي سرياني ولد في يوم 28 سبتمبر 1993 في السويد، ويلعب حالياً في صفوف نادي سيريانسكا ويبلغ طوله 177 سم.

## روابط خارجية
- شربل كوركيس على موقع اتحاد السويد (السويدية)
- شربل كوركيس على موقع قاعدة بيانات كرة القدم.إي يو (الإنجليزية)
- شربل كوركيس على موقع Soccerway.com (الإنجليزية)